# Marnay (Vienne)
Marnay település Franciaországban, Vienne megyében. Lakosainak száma 714 fő (2022. január 1.). Marnay Anché, Aslonnes, Champagné-Saint-Hilaire, Château-Larcher, Gençay, Gizay, Magné, Saint-Maurice-la-Clouère és Vivonne községekkel határos.

## Népesség
A település népességének változása:
| Lakosok száma | 686  | 689  | 707  | 700  | 706  | 712  | 713  | 714  | 714  |
|               | 2013 | 2015 | 2016 | 2017 | 2018 | 2019 | 2020 | 2021 | 2022 |